# František Kysela
František Kysela (4. září 1881 Kouřim – 20. února 1941 Praha) byl český malíř, grafik a průmyslový a scénický výtvarník a pedagog.

## Život
Jeho otec byl státní úředník, matka pečovala o sedm dětí. Jedním ze sourozenců Františka Kysely byl architekt Ludvík Kysela. Otec byl později přeložen z Kouřimi do Prahy, kde František navštěvoval gymnázium. V letech 1900–1904 a 1905–1908 studoval na pražské Uměleckoprůmyslové škole (UPŠ) u Karla Vítězslava Maška, mezi lety 1904–1905 na AVU u Hanuše Schwaigera. Absolvoval studijní cesty do Německa, Francie, Itálie, Holandska a Anglie. Po roční vojenské službě byl zaměstnán v tiskárně. Tam se začal zajímat o typografii a výtvarnou úpravu knih. 
V roce 1913 se stal pedagogem UPŠ v Praze, v roce 1917 profesorem, od roku 1921 zde vedl nově založenou speciální školu pro užitou grafiku, v letech 1924–1926 a 1930–1932 působil v pozici rektora. Ve třicátých letech se věnoval převážně pedagogické práci. Na škole zavedl například studium oboru mozaikářství.  Významný byl i jeho podíl na vývoji českého loutkářství. Jako pedagog VŠUP ovlivnil svým zájmem o loutkové divadlo celou řadu pedagogů a posluchačů školy. K jeho žákům mj. patřili Josef Skupa, Ladislav Sutnar, Karel Svolinský.
V roce 1919 se oženil s Olgou Krausovou a v následujícím roce se mu narodil jediný syn Jiří Stanislav.
František Kysela zemřel 20. února 1941 po těžkém záchvatu mozkové mrtvice. Jeho žena a syn se za druhé světové války aktivně zapojili do odboje, oba zahynuli v koncentračním táboře Osvětim.

## Dílo
František Kysela byl nejen malířem, ale především všestranným výtvarníkem. Většina jeho prací spadá do období národního dekorativismu, v jeho stylu se mísí prvky lidového umění, art deco a secese. Spolupracoval často s architekty Pavlem Janákem a Josefem Gočárem zejména na návrzích výmalby interiérů. V interiérech tvořil pestré nástěnné malby, navrhoval ale i bytový textil, hlavně koberce a gobelíny. Příkladem jsou vila továrníka Sochora ve Dvoře Králové a vstupní hala Hořovského vily v Hodkovičkách. 
Navrhoval textilie, koberce a gobelíny; realizaci zajišťovala textilní výtvarnice Marie Hoppe-Teinitzerová ve svých dílnách v Jindřichově Hradci. Jeho vrcholným dílem je soubor osmi gobelínů s názvem Řemesla vytvořený pro výstavu užitého umění v Paříži roku 1925. 
Navrhoval také šperky a dekor ozdobných i užitných předmětů. Byl zakládajícím členem sdružení výtvarníků Artěl (1908–1934), jehož členové se podle stanov sdružení snažili „bojovat proti tovární šabloně“ a „vzkřísit vkus v denním životě“. Příkladem může být návrh číše z broušeného, řezaného a rytého skla, kterou realizovali J. & L. Lobmeyr, Kamenický Šenov (1928) nebo návrh dekoru keramické dózy Pavla Janáka, jejíž realizace provedli Rydl a Thon, Svijany-Podolí (1915) ze sbírek Uměleckoprůmyslového muzea v Praze. Věnoval se mozaice a vitrážím. V tomto oboru ho proslavila zejména vitrážová okna v chrámu sv. Víta v Praze. Podle jeho návrhu byly vytvořeny skleněné mozaiky v muzeu v Hradci Králové, budově Legiobanky v Praze a další. Pro svého přítele, továrníka Sochora ze Dvora Králové vytvořil mozaikovou výzdobu rodinné hrobky navržené Pavlem Janákem.
Byl členem Artělu, SVU Mánes, Osmy, Skupiny, spoluzaložil Svaz českého díla (1914). Spolupracoval s Janem Kotěrou na výmalbě interiérů kavárny Arco (1907), bytový i šatový textil, tapiserie. Navrhl reprezentační prostor UPŠ na Mezinárodní výstavě dekorativních umění v Paříži (1925). Věnoval se užité grafice, navrhoval exlibris, obchodní značky, diplomy, bankovky, poštovní známky. Patřil mezi nejvýraznější tvůrce plakátů. Významné jsou též Kyselovy knižní úpravy (typografie, ilustrace, knižní vazby), pro které mu byly výraznou inspirací renesanční tisky a středověké dřevoryty. Zabýval se i návrhy písma, žádný se však nedochoval.
V roce 1914 se podílel jako výtvarník pohostinsky na inscenaci hry Viktora Dyka Zmoudření dona Quijota (režie F. Zavřel) ve Vinohradském divadle. Další jeho divadelní tvorba se zaměřila především na jevištní a kostýmní návrhy pro operu (Vinohradské divadlo, Národní divadlo). Zde úzce spolupracoval především s Otakarem Ostrčilem a režisérem Ferdinandem Pujmanem při realizaci smetanovského cyklu oper a později děl A. Dvořáka a J. B. Foerstera. Byl autorem celkem 41 realizovaných scénických a kostýmních výprav.
V roce 1913 se podílel na vydání souboru litografií Dekorace českých umělců pro loutková divadla. Pro první sérii navrhl proscénium s kubistickými prvky, oponu, sufity a 4 archy drapérii. Ve 20. letech navrhl k sériové výrobě rodinné loutkové divadlo se sufitami a jednou dekorací. 

### Výběr zprací Františka Kysely

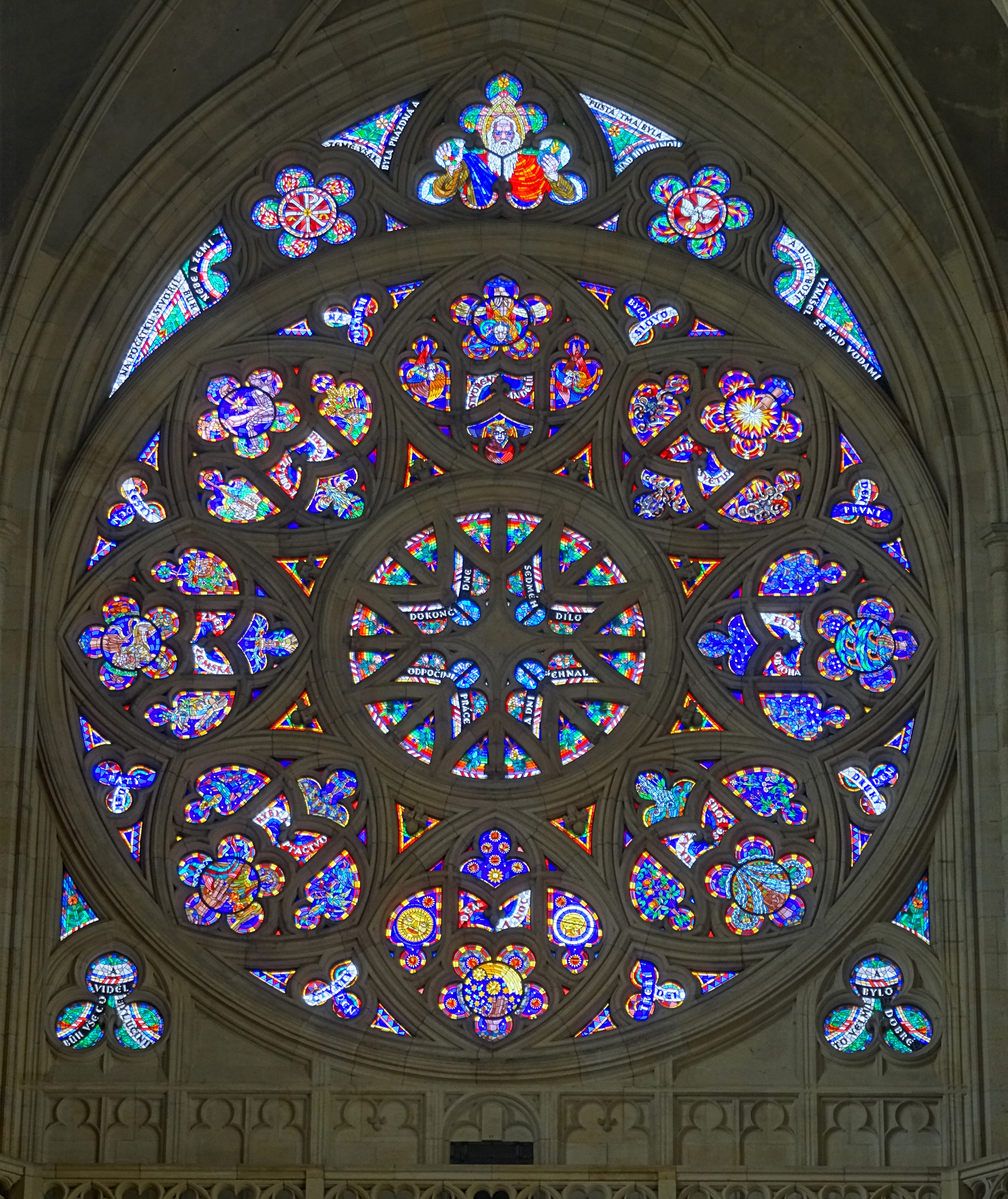
Vitráž rozety západního průčelí svatovítské katedrály od Františka Kysely.

- spolupráce s Josefem Gočárem na návrhu budovy Banky československých legií v Praze (1921–1923). Kysela navrhl výmalbu interiérů a podílel se také na návrhu mříží
- vitráže a barevná výmalba historické budovy Muzea východních Čech v Hradci Králové (1912) od Jana Kotěry[12]
- nástěnné malby a textilie v zámku rodiny Bartoňů z Dobenína v Novém Městě nad Metují (1922)
- cyklus osmi gobelínů na téma Řemesel pro československý národní výstavní pavilón na Pařížské výstavě v roce 1925
- spolupráce s architektem Františkem Rothem na restaurování budovy Ústřední městské knihovny v Praze, práce na budově byly dokončeny v roce 1928
- rozeta západního průčelí katedrály sv. Víta
- design výmalby interiéru smuteční síně za spolupráce Josefa Salavce Pardubického krematoria (1921–1923) od Pavla Janáka
- spolupráce na výzdobě vily Tomáše Bati ve Zlíně
- v roce 1920 jako člen komise navrhl Kysela optimalizaci československé vlajky, kterou původně navrhl Jaroslav Kursa: Kysela prodloužil modrý trojúhelník u žerdě z 1/3 na 1/2 délky vlajky. [13]
- spolupráce při vybavení čs. pavilonu na světové výstavě v Paříži (1937)[14]

### Ocenění
- Grand prix a zlatá medaile za cyklus gobelínů Řemesla pro světovou výstavu v Paříži v roce 1925 (spolu s Marií Teinitzerovou)
- řád Čestné legie (1925) [5]
- prvenství na výstavách v Kolíně nad Rýnem (1928) a Paříži (1937)[2]

## Galerie

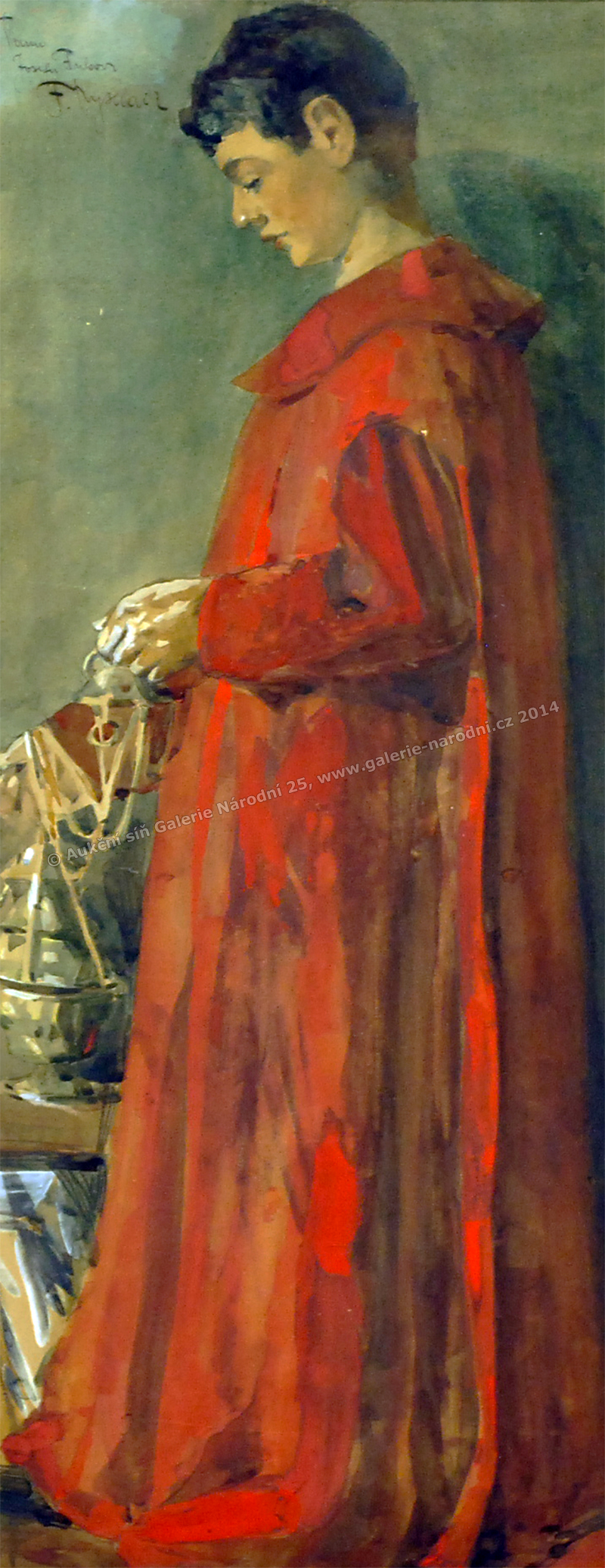
František Kysela - Ministrant
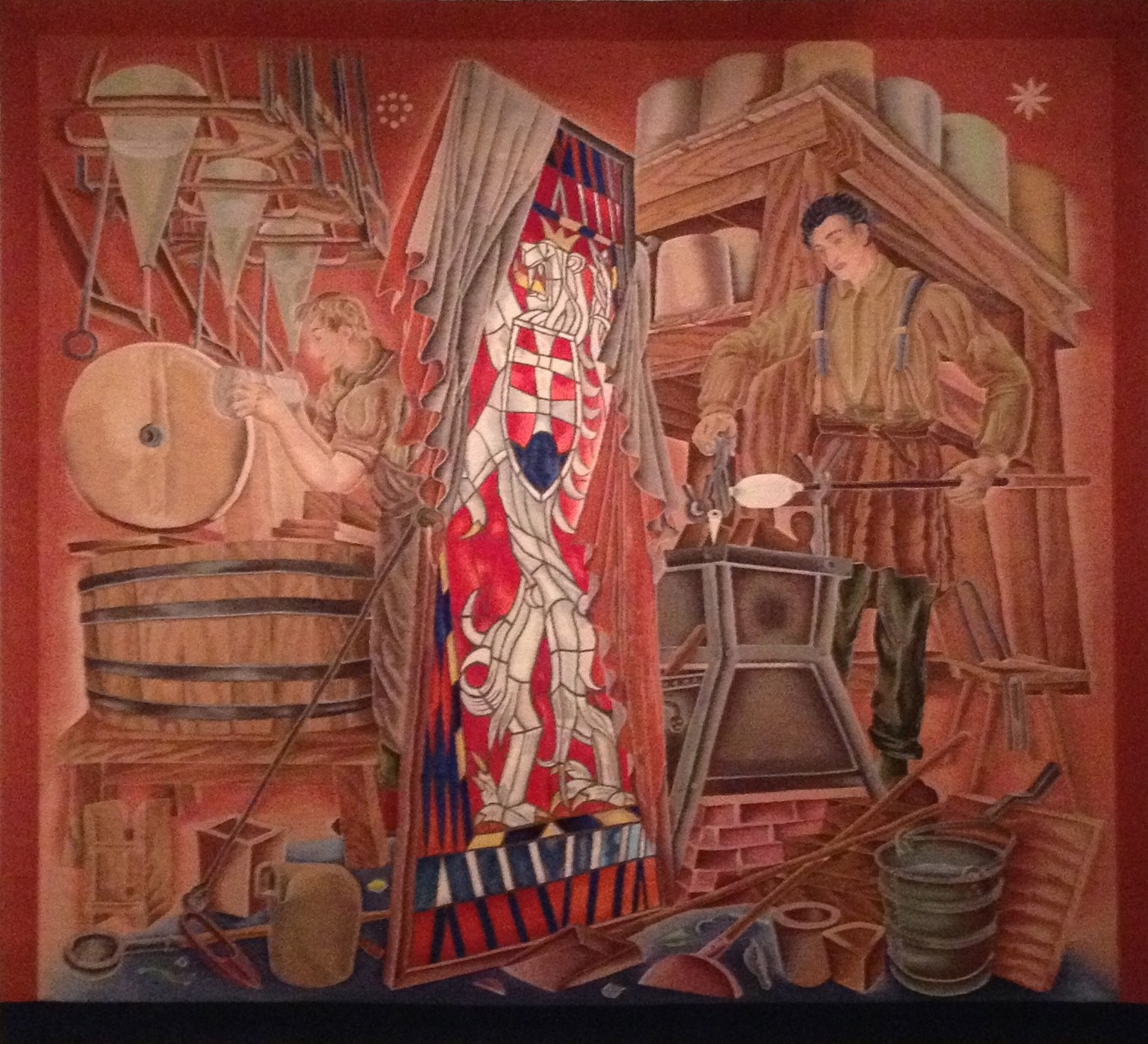
František Kysela - Gobelín z cyklu Tradiční řemesla - sklářství
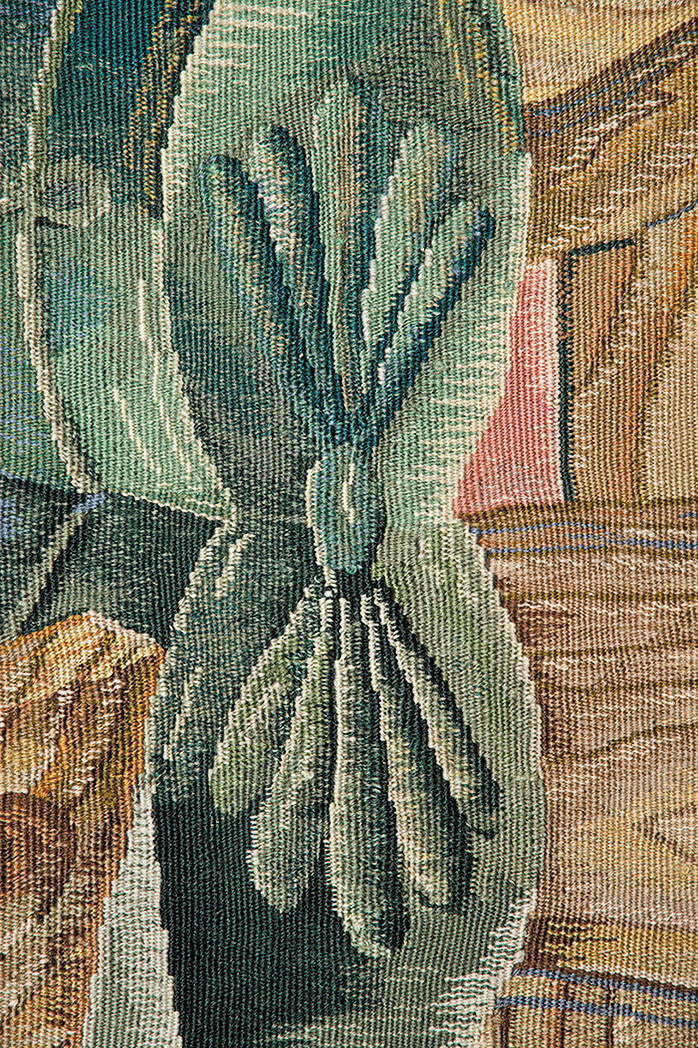
František Kysela, Tapiserie Hrnčířství, 1924–1925, Uměleckoprůmyslové muzeum v Praze
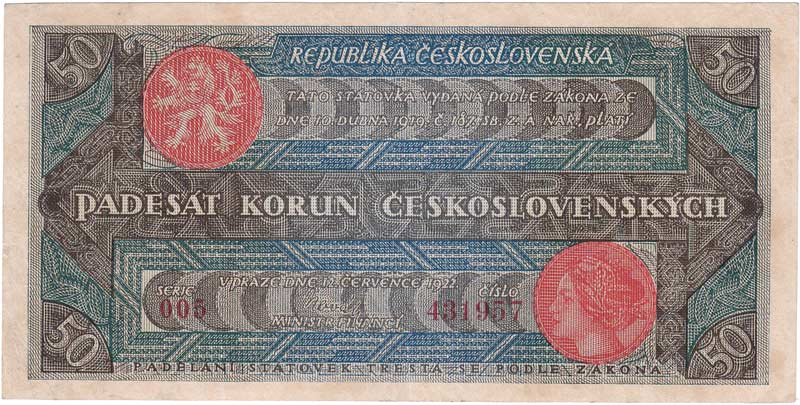
Bankovka 50 Kč z roku 1922, jejímž autorem je František Kysela
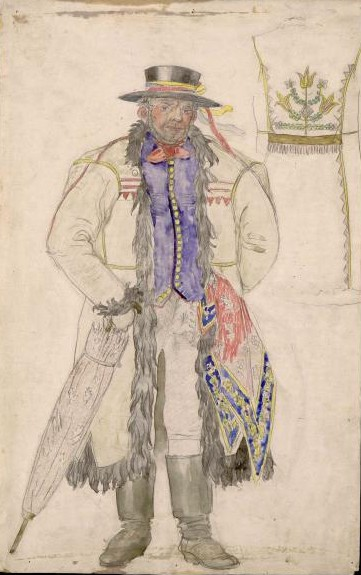
František Kysela - Kostýmní návrh Kecala z Prodané nevěsty
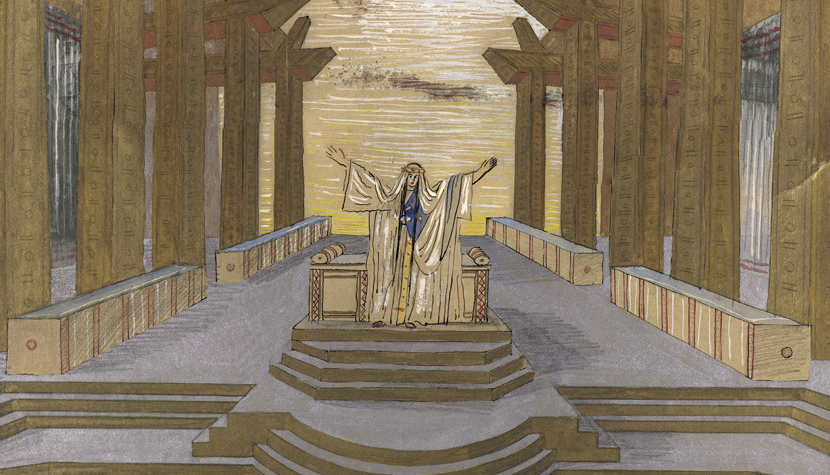
Scénický návrh Františka Kysely k 1. jednání opery Libuše
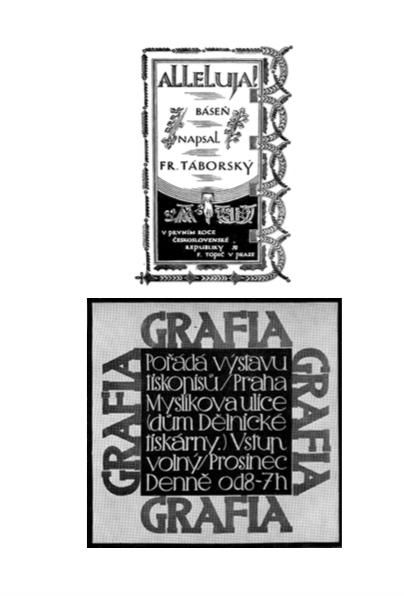
Frontispice Táborského básně „Alleluja“ (1919) Plakát „Grafie“ (1910)
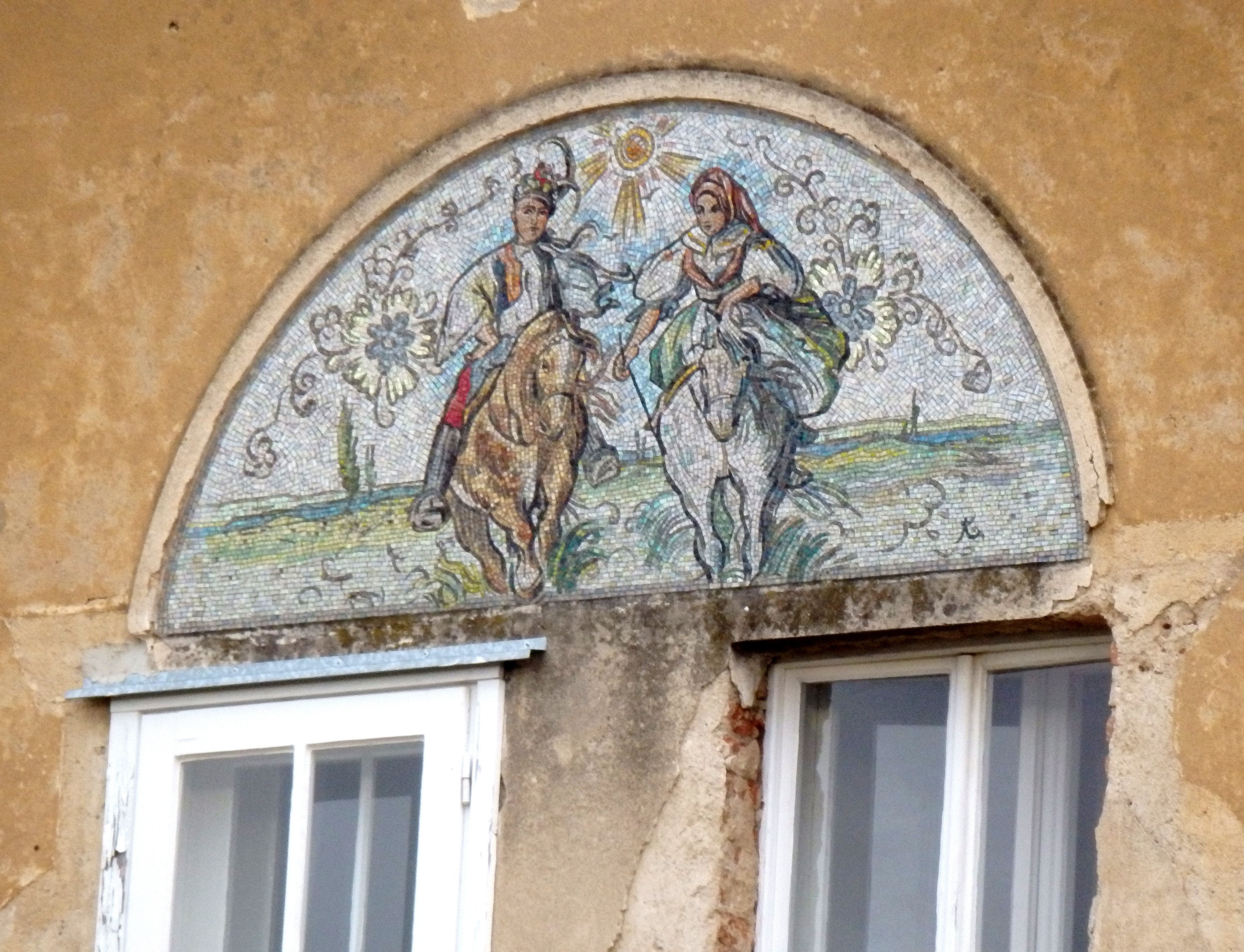
Vila Na Lysinách 2, skleněná mozaika
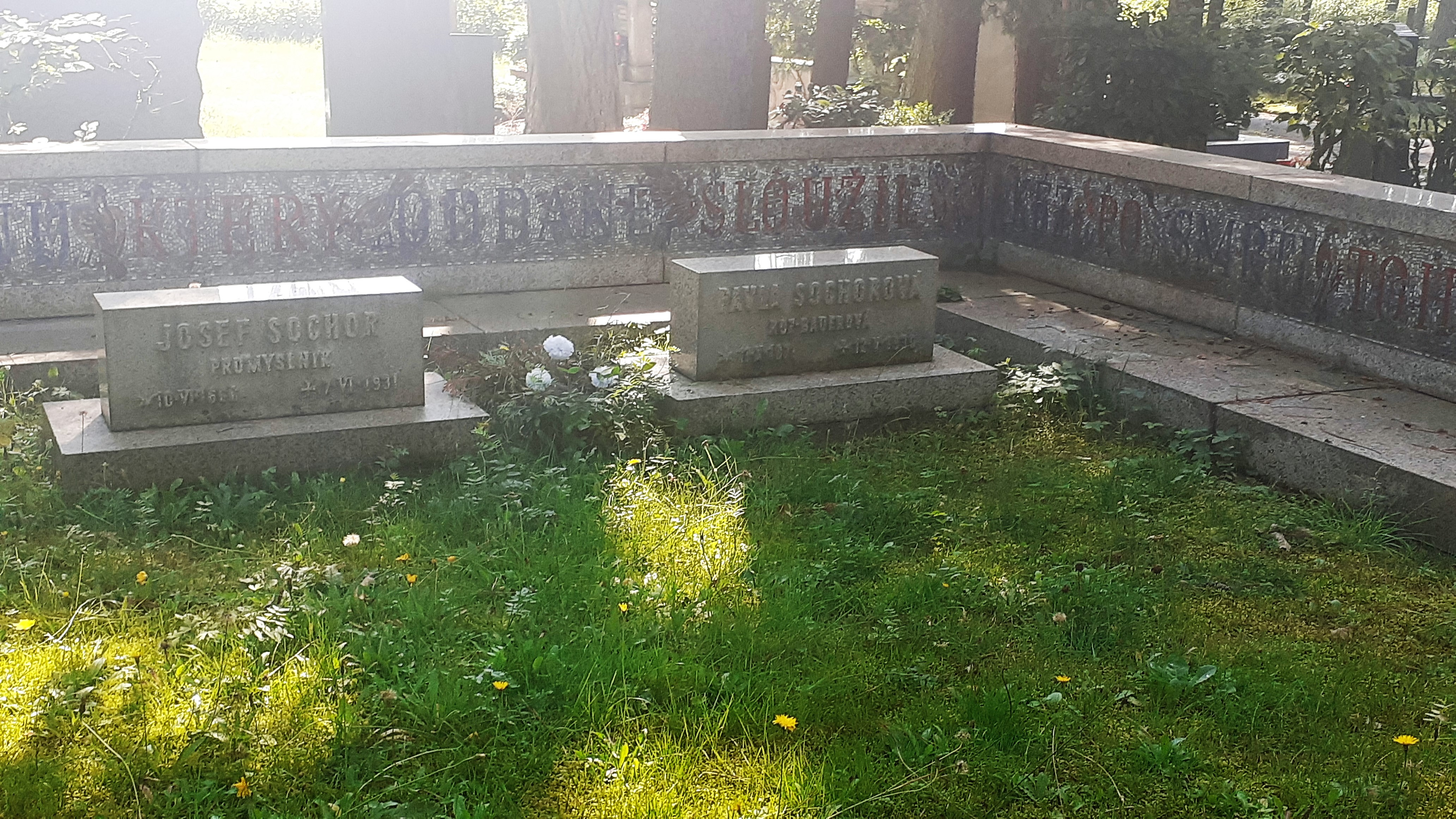
Rodinná hrobka Sochorových na lesním hřbitově ve Dvoře Králové - na obvodní zídce mozaika Fr.Kysely